# Степной (Первомайский район)
Степно́й — посёлок в Первомайском районе Алтайского края России. Входит в состав Сорочелоговского сельсовета.

## География
Посёлок расположен в зоне приобской правобережной лесостепной зоны в 33 км к северо-востоку от Новоалтайска и в 45 км от Барнаула.
Климат
Климат континентальный. Продолжительность периода с устойчивым снежным покровом составляет 160—170 дней, абсолютный минимум температуры воздуха достигает −50 °C. Средняя температура января −19,9 °C, июля — +19 °C. Период без морозов длится 110—115 дней, абсолютный максимум температуры воздуха в самый жаркий месяц лета — июль — достигает +33-35° C. Годовое количество атмосферных осадков 360—400 мм.
Уличная сеть
В посёлке 1 улица — Центральная.
Ближайшие населенные пункты
Инюшово 9 км, Сорочий Лог 10 км, Новоповалиха 10 км, Новоберёзовка 11 км, Таловка 12 км, Журавлиха 13 км, Первомайское 14 км, Волга 14 км, Бешенцево 15 км, Малая Повалиха 15 км.

## Описание
Инфраструктура отсутствует. Почтовое отделение, обслуживающее посёлок, находится в селе Сорочий Лог.
Документальных сведений о дате образования посёлка нет.

## Население
| 1997 | 1998 | 1999 | 2000 | 2001 | 2003 | 2004 |
| ---- | ---- | ---- | ---- | ---- | ---- | ---- |
| 11   | →11  | ↘10  | ↘9   | ↘3   | ↗5   | →5   |
| 2005 | 2006 | 2007 | 2008 | 2009 | 2010 | 2011 |
| ↘2   | →2   | →2   | →2   | ↗3   | →3   | ↘2   |
| 2012 | 2013 |      |      |      |      |      |
| →2   | ↘1   |      |      |      |      |      |

По данным переписи на 01.01.2017 года в посёлке никто не проживает.

## Транспорт
Село соединяет с районным и областным центром федеральная автомагистраль Р-256 Чуйский тракт (Новосибирск—Бийск—Монголия), автодорога Р374 Белоярск — Заринск и сеть региональных автодорог. Ближайшая железнодорожная станция Алтайская находится в городе Новоалтайск.